# Kirsten Hillman
Pour les articles homonymes, voir Hillman.
Kirsten Hillman est une avocate et diplomate canadienne nommée ambassadrice du Canada aux États-Unis le 26 mars 2020. Elle est la première femme à occuper ce poste. En 2019, elle avait été nommée ambassadrice par intérim, succédant à David MacNaughton. Avant cela, elle est ambassadrice adjointe à l'ambassade du Canada à Washington, DC.

## Jeunesse et éducation
Hillman grandit à Calgary et à Winnipeg. Elle est titulaire d'un baccalauréat ès arts de l'Université du Manitoba (1990), ainsi que de diplômes en droit civil et en common law de l'Université McGill.

## Carrière
Hillman travaille comme avocate en pratique privée à Montréal et pour le ministère de la Justice à Ottawa. Elle est sous-ministre adjointe de la Direction générale des accords commerciaux et des négociations à Affaires mondiales Canada, où elle occupe les fonctions de conseillère juridique principale du Canada auprès de l'Organisation mondiale du commerce et de négociatrice en chef de l'Accord de partenariat transpacifique global et progressiste.
En août 2017, Hillman commence à travailler à l'ambassade du Canada à Washington, DC, en tant qu'ambassadrice adjointe, avant d'être nommé ambassadrice par intérim lorsque David MacNaughton démissionne en août 2019. Elle joue un rôle central dans les négociations de 2018 pour le remplacement de l'Accord de libre-échange nord-américain et pour maintenir la frontière canado-américaine ouverte aux échanges commerciaux pendant la pandémie de Covid-19.
Le premier ministre Justin Trudeau annonce la nomination de Hillman au poste d'ambassadrice aux États-Unis le 26 mars 2020, faisant d'elle la première femme à occuper ce poste. En tant que fonctionnaire de carrière, elle n'est pas considérée comme une personne nommée à des fins politiques. Sa nomination est perçue comme un choix qui aurait l'appui des conservateurs et des libéraux.
Elle est reconnue dans la liste des grands influenceurs 2022 du magazine Maclean's - 50 Canadiens qui ouvrent des voies, dirigent le débat et façonnent notre façon de penser et de vivre - et est nommée l'une des femmes les plus puissantes de Washington par le Washingtonian en 2021 et 2023,.